# Reprezentacja Japonii w hokeju na lodzie mężczyzn
Reprezentacja Japonii w hokeju na lodzie mężczyzn - od 1930 roku jest członkiem IIHF. W aktualnym rankingu IIHF (2010) zajmuje 21. miejsce. Dotychczas dziewięciokrotnie zagrali na igrzyskach olimpijskich, zajmując najwyżej ósme miejsce w 1960 roku wyprzedzając jedynie drużynę Australii. Dziewięciokrotnie zagrali na mistrzostwach świata elity. W latach 1998–2004 dzięki zwycięstwom w azjatyckich kwalifikacjach do mistrzostw świata. Od 2005 roku gra w pierwszej dywizji. W 2011 roku nie przystąpiła do mistrzostw świata z powodu następstw po trzęsieniu ziemi.
Od 2003 do 2015 trenerem kadry był Mark Mahon.

## Turnieje międzynarodowe

### Igrzyska olimpijskie
| - 1920 - 1932 – bez uczestnictwa - 1936 – 1956 – bez uczestnictwa - 1960 – 8. miejsce - 1964 – 11. miejsce - 1968 – 10. miejsce - 1972 – 9. miejsce - 1976 – 9. miejsce - 1980 – 7. miejsce - 1984 – 8. miejsce |  | - 1988 – 12. miejsce - 1992 – brak kwalifikacji - 1994 – brak kwalifikacji - 1998 – 13. miejsce - 2002 – brak kwalifikacji - 2006 – brak kwalifikacji - 2010 – brak kwalifikacji - 2014 – brak kwalifikacji - 2018 – brak kwalifikacji |

### Mistrzostwa świata
| - 1930 – 6. miejsce - 1931–1955 – nie przystąpiła - 1957 – 8. miejsce - 1958–1961 – nie przystąpiła - 1962 – 9. miejsce (1. w Grupie B) - 1963–1966 – nie przystąpiła - 1967 – 17. miejsce (1. w Grupie C) - 1969 – 15. miejsce (1. w Grupie C) - 1970 – 11. miejsce (5. w Grupie B) - 1971 – 12. miejsce (6. w Grupie B) - 1972 – 11. miejsce (5. w Grupie B) - 1973 – 12. miejsce (6. w Grupie B) - 1974 – 10. miejsce (4. w Grupie B) - 1975 – 12. miejsce (6. w Grupie B) - 1976 – 10. miejsce (2. w Grupie B) - 1977 – 11. miejsce (3. w Grupie B) - 1978 – 10. miejsce (2. w Grupie B) - 1979 – 14. miejsce (6. w Grupie B) - 1981 – 16. miejsce (8. w Grupie B) - 1982 – 17. miejsce (1. w Grupie C) - 1983 – 13. miejsce (5. w Grupie B) - 1985 – 13. miejsce (5. w Grupie B) - 1986 – 15. miejsce (8. w Grupie B) - 1987 – 17. miejsce (1. w Grupie C) - 1989 – 15. miejsce (7. w Grupie B) - 1990 – 15. miejsce (7. w Grupie B) - 1991 – 16. miejsce (8. w Grupie B) - 1992 – 15. miejsce (3. w Grupie B) - 1993 – 17. miejsce (5. w Grupie B) |  | - 1994 – 16. miejsce (4. w Grupie B) - 1995 – 18. miejsce (6. w Grupie B) - 1996 – 20. miejsce (8. w Grupie B) - 1997 – 24. miejsce (4. w Grupie C) - 1998 – 14. miejsce - 1999 – 16. miejsce - 2000 – 16. miejsce - 2001 – 16. miejsce - 2002 – 16. miejsce - 2003 – 16. miejsce - 2004 – 15. miejsce - 2005 – 25. miejsce (5. w Dywizji I, Grupa A) - 2006 – 22. miejsce (3. w Dywizji I, Grupa A) - 2007 – 22. miejsce (3. w Dywizji I, Grupa B) - 2008 – 21. miejsce (3. w Dywizji I, Grupa B) - 2009 – 21. miejsce (3. w Dywizji I, Grupa A) - 2010 – 21. miejsce (3. w Dywizji I, Grupa A) - 2011 – nie wystąpiła - 2012 – 20. miejsce (4. w Dywizji I, Grupa A) - 2013 – 20. miejsce (4. w Dywizji I, Grupa A) - 2014 – 19. miejsce (3. w Dywizji I, Grupa A) - 2015 – 20. miejsce (4. w Dywizji I, Grupa A) - 2016 – 22. miejsce (6. w Dywizji I, Grupa A) - 2017 – 24. miejsce (2. w Dywizji I, Grupa B) - 2017 – 24. miejsce (2. w Dywizji I, Grupa B) - 2018 – 24. miejsce (2. w Dywizji I, Grupa B) - 2019 – 25. miejsce (3. w Dywizji I, Grupa B) |